# Mary Louise Booth
Mary Louise Booth (19 de abril de 1831–5 de marzo de 1889) fue una editora, traductora y escritora estadounidense. Fue la primera editora responsable de la revista de moda femenina Harper's Bazaar.
A la edad de 18 años, dejó su hogar para irse a la ciudad de Nueva York y aprendió el oficio de fabricante de chalecos. Dedicaba todas sus tardes a estudiar y a escribir. Contribuyó con cuentos y bocetos a varios periódicos y revistas, pero no se le pagó por sus trabajos. Comenzó a hacer reportajes y reseñas de libros para revistas educativas y literarias, todavía sin ninguna remuneración, pero feliz de que, ocasionalmente, le pagaran a cambio de libros. Mary Louise Booth dijo: «Es mi universidad y debo aprender sobre mi negocio antes de poder exigir un pago».[cita requerida]
A medida que pasaba el tiempo, recibió numerosas asignaciones literarias. Además, amplió su círculo de amigos para aquellos que comenzaban a apreciar sus habilidades. En 1859, aceptó escribir una historia de Nueva York, pero incluso entonces, no pudo entregarse por completo, aunque había dejado de fabricar chalecos y escribía doce horas al día. Cuando tenía treinta años, aceptó el puesto de copista del doctor J. Marion Sims, y ese fue el primer trabajo literario por el que recibió un sueldo fijo. Ahora podía arreglárselas sin la ayuda de su padre y vivir de sus recursos en Nueva York, aunque de manera muy sencilla.
En 1861, al comienzo de la Guerra Civil, adquirió las hojas de avance, en francés, de Uprising of a Great People (Levantamiento de un Gran Pueblo) de Agénor de Gasparin (Levantamiento de un gran pueblo). Trabajando veinte horas al día, realizó la traducción del libro completo en menos de una semana y se fue publicado en quince días. El libro causó una gran sensación entre los norteños y recibió cartas de agradecimiento del senador estadounidense Charles Sumner y del presidente Abraham Lincoln. Una vez más, recibió poca compensación por el trabajo realizado. Mientras la guerra duró, hizo traducciones de muchos libros del francés al inglés, pensados para despertar el sentimiento patriótico, y fue, de un momento para otro, convocada a Washington, D C dirigidas hacia los hombres de estado, alojándose solamente en un hotel. En ese momento le facilitó a su padre conseguir el puesto de secretario en la Aduana de Nueva York.
Al final de la guerra civil, Booth había demostrado ser tan apta como escritora que los señores Harper le ofrecieron la dirección editorial de Harper's Bazaar. – con sede en la ciudad de Nueva York – cargo en el que trabajó desde sus inicios en 1867 hasta su muerte. Al principio se mostró tímida en cuanto a sus habilidades, pero finalmente aceptó la responsabilidad, y fue principalmente gracias a ella que la revista se hizo tan popular. Mientras que mantuvo su carácter de periódico hogareño, aumentó constantemente su influencia y circulación, y el éxito de Booth se logró con el del periódico que ella editó. Se dice que recibió un salario más alto que cualquier mujer en los Estados Unidos en ese momento. Murió, tras una breve enfermedad, el 5 de marzo de 1889

## Etapa formativa
Mary Louise Booth nació en Millville, en la actual Yaphank, Nueva York, el 19 de abril de 1831. Sus padres fueron William Chatfield Booth y Nancy Monswell.
La madre de Booth era de origen francés, nieta de un refugiado de la Revolución francesa. El padre de Booth era descendiente de uno de los primeros colonos, John Booth, quien llegó a los Estados Unidos en 1649, un pariente del político inglés Sir George Booth. En 1652, John Booth compró Shelter Island a los nativos americanos, por 300 pies (91,4 m) de calicó. Durante al menos 200 años, la familia permaneció cerca. William Chatfield Booth, durante algunos años, proporcionó vigilantes nocturnos para varias empresas importantes de Nueva York. Junto con Mary Louise, otra hija y dos hijos componían el resto de su familia, siendo el menor de los hijos el coronel Charles A. Booth, quien más tarde pasó veinte años en el ejército.
Mary Louise Booth se caracterizó por ser una niña prematura, a tal punto que, cuando se le preguntaba, una vez confesó que no recordaba más haber aprendido a leer ni francés ni inglés que haber aprendido a hablar. Como dijo su madre, tan pronto como pudo caminar, Booth siempre la seguía, libro en mano, rogando que le enseñaran a leer cuentos por sí misma. Antes de cumplir los cinco años, había terminado de leer la Biblia. También leyó Plutarco a temprana edad y, a los siete años, había dominado Racine en el idioma original, con lo cual comenzó a estudiar latín con su padre. A partir de ese momento, fue una lectora infatigable, dedicada a los libros más que al juego. Su padre tenía una biblioteca considerable. Antes de su undécimo cumpleaños, se había familiarizado con Hume, Gibbon, Alison y escritores similares.
En este momento, Booth ingresó en el colegio. Sus padres hicieron todo lo posible para su educación, y su fuerza física fue suficiente para llevarla a través de un curso ininterrumpido en diferentes academias y una serie de lecciones con maestros en casa. Se preocupaba más por los idiomas y las ciencias naturales, en las que era muy competente, que por la mayoría de los otros estudios, y no sentía un placer especial por las matemáticas. En el colegio, Booth aprendió menos de lo que aprendió por sí misma. Era tan solo una niña cuando aprendió francés por sí sola, después de haber encontrado un libro para niños en ese mismo idioma. Se interesó en deletrear las palabras en francés y compararlas con las inglesas, y continuó estudiando de esta manera. Más tarde, adquirió el alemán con el mismo método. Al ser autodidacta y no escuchar ninguno de los dos idiomas, nunca aprendió a hablarlos, pero se volvió tan competente en los próximos años, que pudo traducir casi cualquier libro del alemán o del francés, leyéndolos en voz alta en inglés.
Cuando Booth tenía alrededor de trece años, la familia se mudó a Brooklyn, Nueva York, y allí su padre planeó la apertura de la primera escuela pública que se estableció en esa ciudad. Mary ayudó a su padre a enseñar en la escuela. Nunca pudo convencerse del todo de que ella fuera capaz de ser su propio apoyo financiero, y siempre insistió en darle generosos obsequios. En 1845 y 1846, enseñó en la escuela de su padre en Williamsburg, Nueva York, pero abandonó esa búsqueda debido a su salud, y se dedicó a la literatura.
A medida que Booth creció, su determinación de hacer de la literatura su profesión se hizo muy fuerte. Como era la mayor de cuatro hermanos, su padre no creía que fuera justo para los demás darle más que su justa proporción de ayuda, ya que los demás también podrían, con el tiempo, necesitar ayuda. En consecuencia, cuando tenía dieciocho años, Booth decidió que era necesario para su trabajo que estuviera en Nueva York, ya que no podía depender completamente de su padre.

## Inicios de su carrera
Una amiga que era fabricante de chalecos, se ofreció a enseñarle el oficio a Booth, y esto le permitió trasladarse a Nueva York. Alquiló una pequeña habitación en la ciudad donde vivía y trabajaba. Los domingos viajaba a Williamsburg, ya que en esos días no se podía hacer en menos de tres horas. Su familia simpatizaba tan poco por su obra literaria que rara vez la mencionaba en casa.

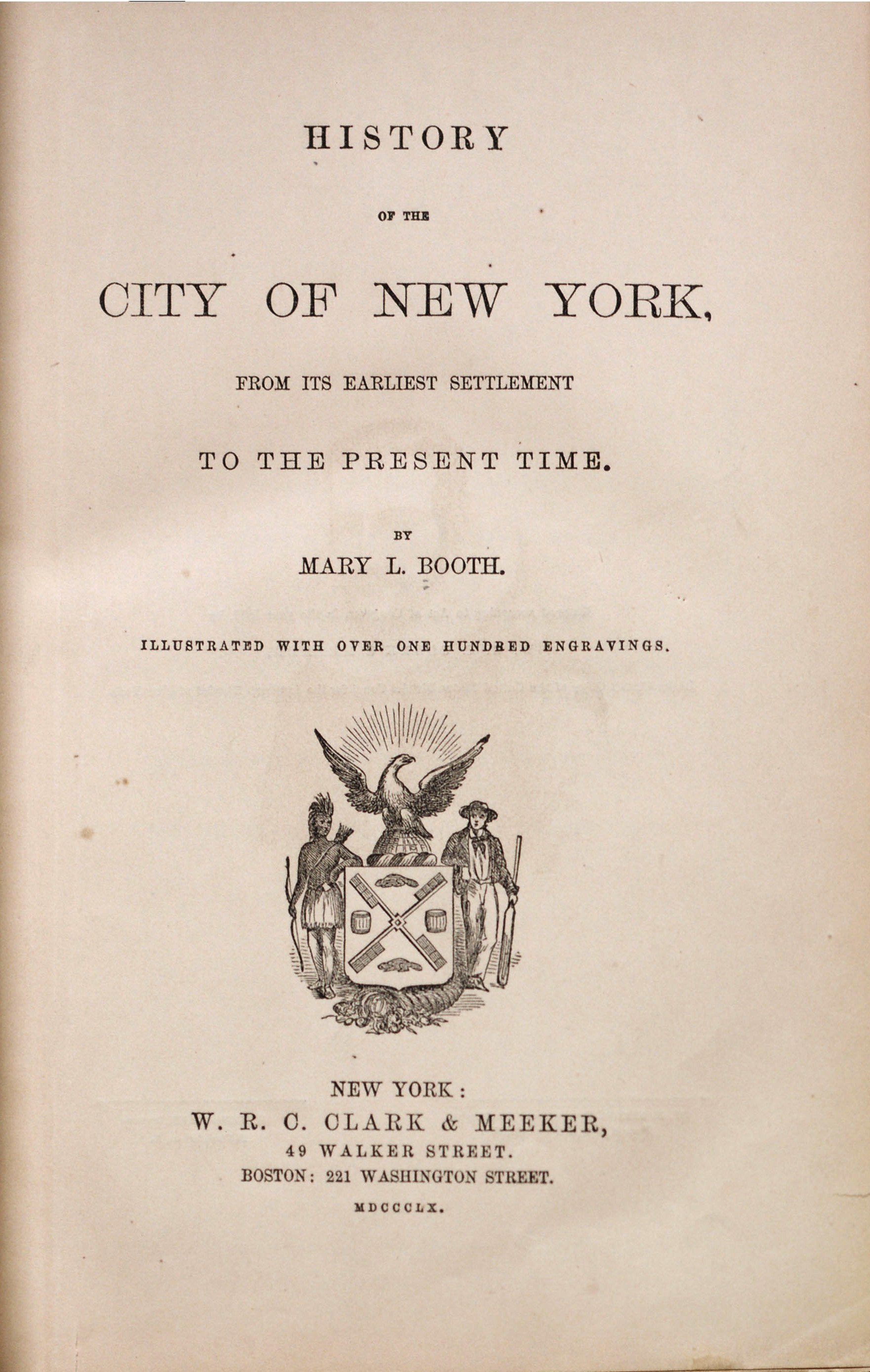
History of the City of New York (Historia de la ciudad de Nueva York), 1859, by Mary Louise Booth

Booth escribió cuentos y bocetos para periódicos y revistas. Realizó la traducción del francés The Marble-Worker's Manual (El manual del marmolista), Nueva York, 1856 y The Clock and Watch Maker's Manual (El reloj y el manual del relojero). También hizo lo mismo con André Chénier de Joseph Méry y The King of the Mountains (El rey de las montañas) de Edmond François Valentin About para Emerson's Magazine, que también publicó los artículos originales de Booth. Más adelante trabajó la traducción del artículo Secret History of the French Court (Historia secreta de la corte francesa) de Victor Cousin: o Life and Times of Madame de Chevreuse (Vida y época de Madame de Chevreuse) en 1859. Ese mismo año, apareció la primera edición de su History of the City of New York, (Historia de la ciudad de Nueva York) que fue el resultado de una gran investigación. A continuación, ayudó a Orlando Williams Wight a realizar una serie de traducciones de los clásicos franceses, y también trabajó en la de About's Germanie (Boston, 1860).

Un amigo le había sugerido a Booth que nunca se había escrito una historia completa de la ciudad de Nueva York y que estaría bien preparar una historia así para uso escolar. Booth inició el proyecto y, después de algunos años, terminó un borrador que, a demanda de un editor, se convirtió en la base de una de las obras más importantes sobre el mismo tema. Durante su trabajo, Booth tuvo acceso completo a bibliotecas y archivos. Washington Irving le envió una carta alentadora, y D.T. Valentine, Henry B. Dawson, William John Davis, Edmund Bailey O'Callaghan y muchos otros le proporcionaron documentos y asistencia. 
"Mi querida señorita Booth", escribió el historiador Benson John Lossing, "los ciudadanos de Nueva York le deben gratitud por esta popular historia de la vida de la gran metrópolis, que contiene tantos hechos importantes de su historia incluidos en un volumen accesible para todos. Felicitarles por la finalización de la tarea y la admirable manera en que se ha realizado". 
La historia de la ciudad de Nueva York de Booth apareció en un gran volumen. Fue tan bien recibido que el editor propuso que Booth se fuera al extranjero y escribiera historias populares de las grandes capitales europeas, como Londres, París, Berlín y Viena . Aunque el futuro parecía prometedor para la joven escritora, la llegada de la guerra civil y otras circunstancias le impidieron viajar.

## Guerra civil
Poco después de la publicación de la primera edición de esta obra, estalló la guerra civil. Booth siempre había sido antiesclavista y simpatizante de los movimientos por lo que ella consideraba progreso. Booth se alistó en el lado de la Unión y anhelaba hacer algo para contribuir con la causa. Sin embargo, no se sentía cualificada para actuar como enfermera en hospitales militares.
Después de recibir una copia anticipada de Un Grand Peuple Qui Se Releve ("Uprising of a Great People") del Conde Agénor de Gasparin, vio de inmediato su oportunidad de como podía ayudar. Le llevó el trabajo a Charles Scribner y le propuso publicarlo. El editor aceptó a condición de que la traducción estuviera lista en una semana. Booth se fue a casa y se puso a trabajar, recibió las hojas de prueba por la noche y las devolvió con una copia nueva por la mañana. En una semana terminó la traducción y en quince días se publicó el libro. El volumen causó más sensación que cualquier otro de esta índole publicado durante la guerra. La prensa se llenó de críticas y anuncios, elogiosos y de otra índole, según el partido representado. "Vale toda una falange por la causa de la libertad humana", escribió el senador Sumner.
La publicación de la traducción puso a Booth en contacto con Gasparin y su esposa, quienes le rogaron que los visitara en Suiza. Una segunda edición de la historia se publicó en 1867, y una tercera, revisada, apareció en 1880. Una extensa edición en papel de la obra fue tomada por conocidos coleccionistas de libros, ampliada e ilustrada con impresiones complementarias, retratos, y autógrafos. Una copia, ampliada a Folio y extendida a nueve volúmenes con varios miles de mapas, cartas y otras ilustraciones, eran propiedad de la ciudad de Nueva York. Otro era propiedad de Booth, enriquecido con más de dos mil ilustraciones en hojas insertadas.
Rápida y sucesivamente aparecieron las traducciones de Booth de Gasparin's America before Europe (América antes que Europa), Nueva York, 1861, Paris in America (París en América), Nueva York, 1865 de Édouard René de Laboulaye y Results of Emancipation and Results of Slavery (Resultados de la emancipación y resultados de la esclavitud) de Augustin Cochin (Boston, 1862). Por este trabajo, recibió elogios y aliento del presidente Lincoln, el senador Sumner y otros estadistas. Durante toda la guerra mantuvo correspondencia con Cochin, Gasparin, Laboulaye, Henri Martin, Charles Forbes René de Montalembert y otros simpatizantes de la Unión Europea. En ese momento, también realizó la traducción the Countess de Gasparin's Vesper, Camille y Human Sorrows (Vesper, Camille y dolores humanos) de la condesa de Gasparin's Happiness (Felicidad) del conde Gasparin. Los documentos que fueron enviados por los franceses de la Unión Europea fueron traducidos y publicados en folletos, administrados por el Union League Club o impresos en las revistas de Nueva York. Booth trabajó en la traducción de Martin's History of France (Historia de Francia). Los dos volúmenes que tratan de La época de Luis XIV se publicaron en 1864, y otros dos, el último de los diecisiete volúmenes de la obra original, en 1866, bajo el título de The Decline of the French Monarchy (La decadencia de la monarquía francesa). Se pretendía darles continuación con los otros volúmenes desde el principio, pero, aunque realizó la traducción de otros dos, el proyecto fue abandonado y no se imprimieron más volúmenes. Su traducción del compendio de la Martin's History of France (Historia de Francia) apareció en 1880. También trabajó la traducción de Laboulaye's Fairy Book (Libro de hadas), Jean Macé's Fairy Tales (Cuentos de hadas), y Blaise Pascal's Lettres provinciales (Provincial Letters). Recibió cientos de cartas de agradecimiento por parte de los estadistas: Henry Winter Davis, el senador James Rood Doolittle, Galusha A. Grow, Francis Lieber, Bell, el presidente de la Comisión Sanitaria y entre otros, como Cassius M. Clay y el fiscal general James Speed. Sus traducciones llegaron a casi cuarenta volúmenes. Booth había pensado en añadir a este número, a petición de James T. Fields, un resumen de la voluminosa Histoire de ma vie (Historia de mi vida) de George Sand; las circunstancias, sin embargo, impidieron la finalización de la obra.

## Harper's Bazaar

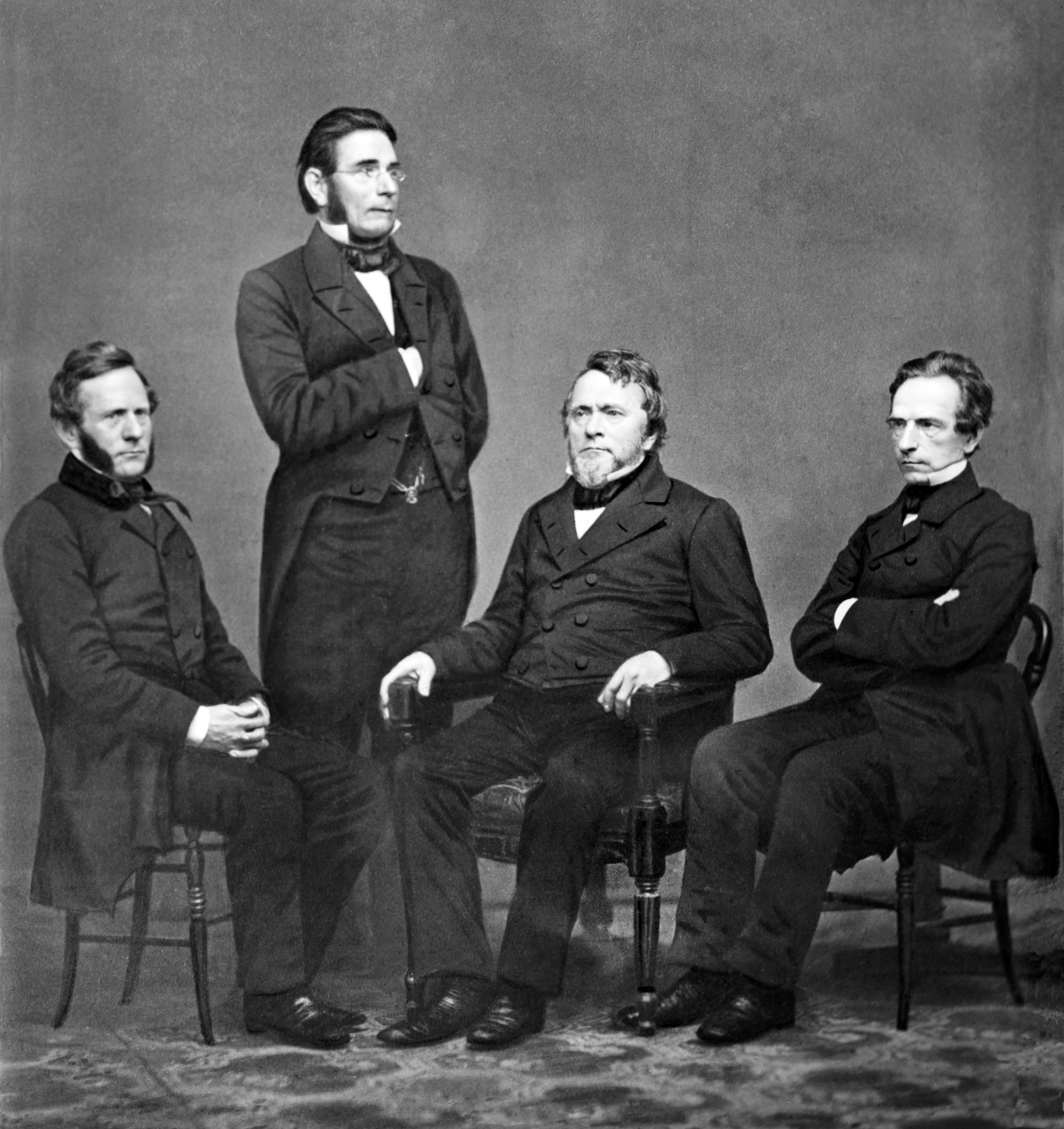
Señores Harper.

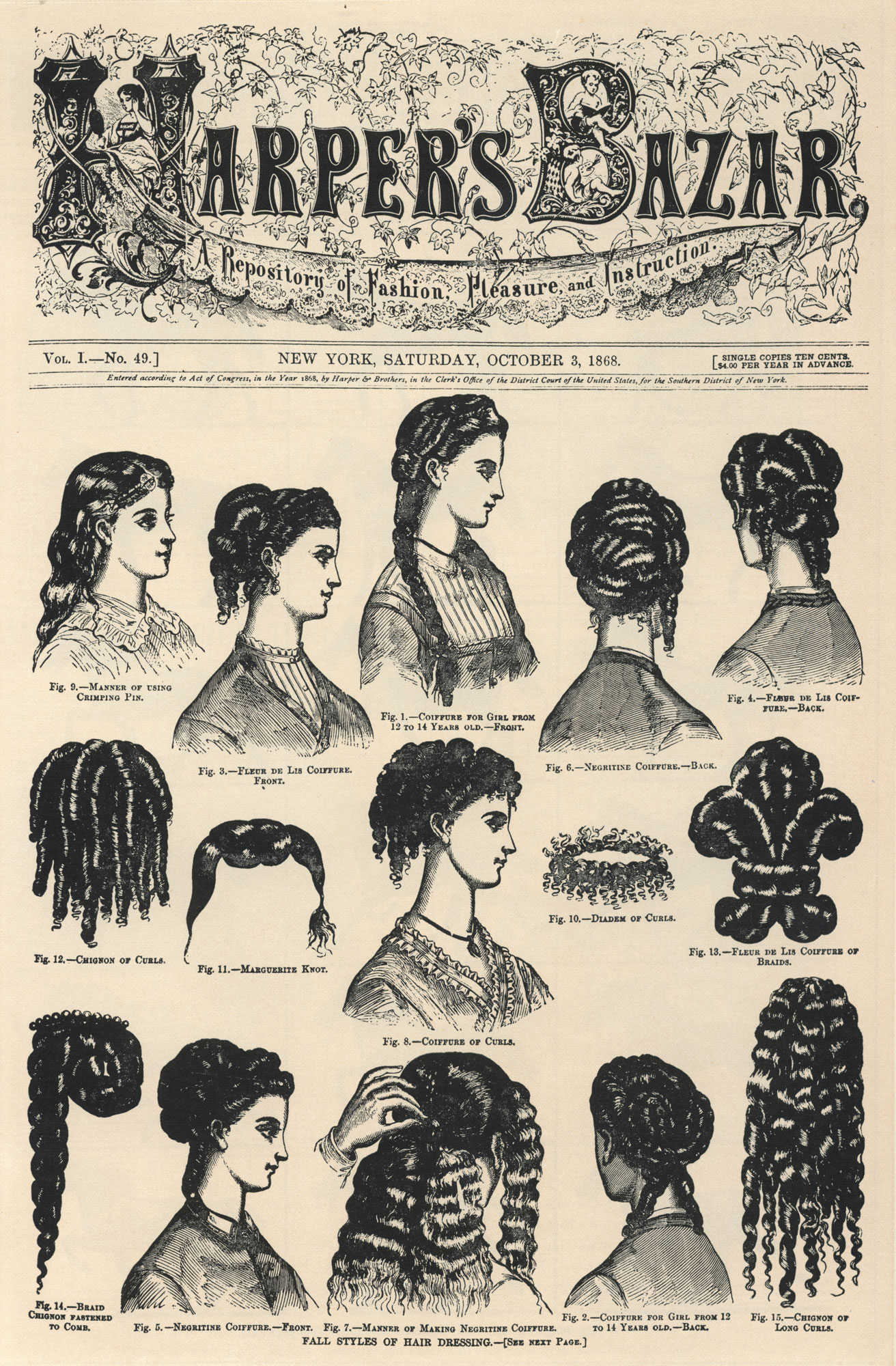
Harper's Bazaar (1868)

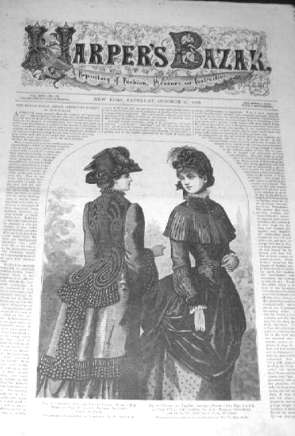
Harper's Bazaar (1883)

En 1867, emprendió otro proyecto al asumir la dirección de Harper's Bazaar, un diario semanal dedicado al placer y la mejora del hogar. Durante mucho tiempo mantuvo buenas relaciones con los Harper, los cuatro hermanos que fundaron la revista que lleva su nombre y que dirigían su negocio.
Bajo su dirección en la editorial tuvo mucho éxito, contando con cien mil suscriptores. Si bien tenía asistentes en todos los departamentos, la misma Booth fue la inspiración de todo el equipo. La influencia de un periódico de este tipo en los hogares estadounidenses fue muy apreciada. A través de sus columnas, su editora hizo sentir su presencia en innumerables familias durante casi dieciséis años y ayudó a moldear la vida doméstica de una generación.

## Vida personal
Booth vivió en la ciudad de Nueva York, en el vecindario de Central Park, en una de sus propiedades, con su compañera de toda la vida, Anne W. Wright, una amistad que comenzó en la niñez. Su casa estaba bien adaptada para el entretenimiento. Siempre había invitados, y en el salón, todos los sábados por la noche, se celebraba una asamblea de autores, cantantes, intérpretes, músicos, estadistas, viajeros, editores y periodistas.
Booth murió en Nueva York después de una breve enfermedad el 5 de marzo de 1889.